# Controlador eletrônico de velocidade
Controlador eletrônico de velocidade, em inglês Eletronic Speed Control, como seu próprio nome já diz, é um controlador eletrônico de velocidade. é um circuito eletrônico que controla e regula a velocidade de um motor elétrico. Também pode fornecer reversão do motor e frenagem dinâmica. Controles de velocidade eletrônicos em miniatura são usados em modelos controlados por rádio alimentados eletricamente. Veículos elétricos de tamanho normal também possuem sistemas para controlar a velocidade de seus motores de acionamento.

## Função
Um controlador eletrônico de velocidade segue um sinal de referência de velocidade (derivado de uma alavanca de aceleração, joystick ou outra entrada manual) e varia a taxa de comutação de uma rede de transistores de efeito de campo (FETs).  Ao ajustar o ciclo de trabalho ou a frequência de comutação dos transistores, a velocidade do motor é alterada.  A rápida comutação da corrente que flui através do motor é o que faz com que o próprio motor emita seu gemido agudo característico, especialmente perceptível em velocidades mais baixas.
Diferentes tipos de controles de velocidade são necessários para motores CC com escovas e motores CC sem escovas.  Um motor escovado pode ter sua velocidade controlada variando a tensão em sua armadura. (Industrialmente, motores com enrolamentos de campo eletroímã em vez de ímãs permanentes também podem ter sua velocidade controlada ajustando a intensidade da corrente de campo do motor.) Um motor sem escovas requer um princípio de operação diferente. A velocidade do motor é variada ajustando-se a temporização dos pulsos de corrente entregues aos vários enrolamentos do motor.

## Classificação
Os ESCs são normalmente classificados de acordo com a corrente máxima, por exemplo, 25 amperes (25 A). Geralmente, quanto maior a classificação, maior e mais pesado tende a ser o ESC, o que é um fator no cálculo de massa e equilíbrio em aviões. Muitos ESCs modernos suportam baterias de hidreto metálico de níquel, polímero de íon de lítio e fosfato de ferro e lítio com uma variedade de voltagens de entrada e de corte. O tipo de bateria e o número de células conectadas é uma consideração importante ao escolher um circuito eliminador de bateria (BEC), seja integrado ao controlador ou como uma unidade autônoma. Um número maior de células conectadas resultará em uma classificação de potência reduzida e, portanto, um número menor de servos suportados por um BEC integrado, se ele usar um regulador de tensão linear.  Um BEC bem projetado usando um regulador de comutação não deve ter uma limitação semelhante.

## Firmware ESC
A maioria dos ESCs modernos contém um microcontrolador que interpreta o sinal de entrada e controla adequadamente o motor usando um programa embutido ou firmware.  Em alguns casos, é possível alterar o firmware integrado de fábrica por um firmware de código aberto alternativo, disponível publicamente.  Isso geralmente é feito para adaptar o ESC a uma aplicação específica. Alguns ESCs são construídos de fábrica com a capacidade de firmware atualizável pelo usuário.  Outros requerem solda para conectar um programador. ESC geralmente são vendidos como caixas pretas com firmware proprietário. A partir de 2014, um engenheiro sueco chamado Benjamin Vedder iniciou um projeto ESC de código aberto mais tarde chamado VESC. Desde então, o projeto VESC atraiu a atenção por suas opções avançadas de personalização e preço de construção relativamente razoável em comparação com outros ESCs de ponta.

## Ver Também
- Motor de corrente contínua sem escovas
- Servomotor